# European Winners' Cup 2022
Navigation
Radevormwald 2019 Ferrare 2023
La European Winner's Cup 2022 est une compétition européenne de tchoukball de club qui a lieu les 30 avril et 1er mai 2022 à Varsovie, en Pologne.

## Équipes participantes
Dix équipes, venant de six pays différents, participent à la European Winners' Cup 2022.
- Italie :
  - Rovello Sgavisc
  - Saronno Castor
- Suisse :
  - Geneva Dragons
  - La Chaux-de-Fonds Beehives
- Pologne :
  - Tchoukball Ursus Rybnik
  - Warsaw Hornets
- République tchèque :
  - Limeta Lomnice
  - Rumcajska Jičín
- Royaume-Uni :
  - Guilford Inferno
- Espagne :
  - Tchoukball Fusion Madrid

## Phase de groupe

### Groupe A

#### Classement
| Rang | Équipe                     | Pays               |
| ---- | -------------------------- | ------------------ |
| 1er  | Saronno Castor             | Italie             |
| 2e   | La Chaux-de-Fonds Beehives | Suisse             |
| 3e   | Warsaw Hornets             | Pologne            |
| 4e   | Guildford Inferno          | Royaume-Uni        |
| 5e   | Rumcajska Jičín            | République tchèque |

|  | Qualifié pour les demi-finales |

### Groupe B

#### Classement
| Rang | Équipe                   | Pays               |
| ---- | ------------------------ | ------------------ |
| 1er  | Rovello Sgavisc          | Italie             |
| 2e   | Geneva Dragons           | Suisse             |
| 3e   | Tchoukball Ursus Rybnik  | Pologne            |
| 4e   | Limeta Lomnice           | République tchèque |
| 5e   | Tchoukball Fusion Madrid | Espagne            |

|  | Qualifié pour les demi-finales |

## Phase à élimination directe
Tableau récapitulatif des résultats, :
|  | Demi-finales               | Demi-finales    |                        |    | Finale | Finale |
|  | Demi-finales               | Demi-finales    |                        |    | Finale | Finale |
|  |                            |                 |                        |    |        |        |
|  |                            |                 |                        |    |        |        |
|  |                            |                 |                        |    |        |        |
|  | Saronno Castor             | 65              |                        |    |        |        |
|  | Saronno Castor             | 65              |                        |    |        |        |
|  | Geneva Dragons             | 60              |                        |    |        |        |
|  | Geneva Dragons             | 60              | Saronno Castor         | 67 |        |        |
|  |                            |                 | Saronno Castor         | 67 |        |        |
|  |                            | Rovello Sgavisc | 51                     |    |        |        |
|  | Rovello Sgavisc            | Rovello Sgavisc | 51                     | 67 |        |        |
|  | Rovello Sgavisc            |                 |                        | 67 |        |        |
|  | La Chaux-de-Fonds Beehives | 45              |                        |    |        |        |
|  | La Chaux-de-Fonds Beehives | 45              | Match pour la 3e place |    |        |        |
|  |                            |                 |                        |    |        |        |
|  |                            |                 |                        |    |        |        |
|  |                            |                 |                        |    |        |        |
|  | Geneva Dragons             | 64              |                        |    |        |        |
|  | Geneva Dragons             | 64              |                        |    |        |        |
|  | La Chaux-de-Fonds Beehives | 61              |                        |    |        |        |
|  | La Chaux-de-Fonds Beehives | 61              |                        |    |        |        |

## Classement final
| Rang | Équipe                     | Pays               |
| ---- | -------------------------- | ------------------ |
| 1er  | Rovello Sgavisc            | Italie             |
| 2e   | Saronno Castor             | Italie             |
| 3e   | Geneva Dragons             | Suisse             |
| 4e   | La Chaux-de-Fonds Beehives | Suisse             |
| 5e   | Tchoukball Ursus Rybnik    | Pologne            |
| 6e   | Limeta Lomnice             | République tchèque |
| 7e   | Warsaw Hornets             | Pologne            |
| 8e   | Guilford Inferno           | Royaume-Uni        |
| 9e   | Tchoukball Fusion Madrid   | Espagne            |
| 10e  | Rumcajska Jičín            | République tchèque |